# Saccardia quercina
Saccardia quercina är en svampart som beskrevs av Cooke 1878. Saccardia quercina ingår i släktet Saccardia och familjen Saccardiaceae.   Inga underarter finns listade i Catalogue of Life.